# نرم‌افزار تابلو
تابلو (به انگلیسی: Tableau) نرم‌افزاری در زمینه تجزیه و تحلیل آمار و داده‌ها (تجسم داده‌ها) است در ژانویه ۲۰۰۳ توسط کریستین شابو، پت هانراحان و کریس استولت، در مانتین‌ویو، کالیفرنیا تأسیس شد. در حال حاضر مقر اصلی آن در سیاتل است و بر روی هوش تجاری متمرکز است.
محصولات تابلو از پایگاه داده‌های رابطه‌ای، مکعب‌های پردازش تحلیلی آنلاین، پایگاه دادههای ابری و صفحات گسترده برای تولید تجسم داده از نوع نمودار استفاده می‌کنند. همچنین می‌توانند داده‌ها را از یک موتور داده در حافظه استخراج، ذخیره و بازیابی کنند؛ و به شما این اجازه را می‌دهد که به آسانی تجسم، تجزیه و تحلیل کنید و حجم بزرگی از اطلاعات را به اشتراک بگذارید. این برنامه امکاناتی نظیر تجزیه و تحلیل به‌صورت بصری، اعمال فیلتر بر روی داده‌ها به‌صورت دینامیکی، جداسازی اطلاعات بر اساس موضوعات یا بر اساس نوع گروه، امکان محاسبه و پیش‌بینی داده‌ها و … را در اختیار کاربر قرار می‌دهد.

## محصولات نرم‌افزاری
محصولات تابلو شامل:
- تابلو Desktop (هر دو نسخه حرفه‌ای و شخصی)
- تابلو سرور
- تابلو آنلاین
- Tableau Prep Builder[۶] (منتشر شده در سال ۲۰۱۸)
- Tableau Vizable[۷] (برنامه تلفن همراه تجسم داده‌های مصرف‌کننده منتشر شده در سال ۲۰۱۵)
- Tableau Public (رایگان برای استفاده)
- Tableau Reader (استفاده رایگان)
- تابلو موبایل

## کارکردها

تصویر دانشگاه استنفورد به شکل بیضی

تابلو دارای ویژگی‌های نقشه‌برداری، و قادر به ترسیم مختصات طول و عرض جغرافیایی و اتصال به پرونده‌های مکانی مانند Esri Shapefiles , KML و GeoJSON برای نمایش جغرافیای سفارشی است. کدگذاری جغرافیایی داخلی اجازه می‌دهد تا مکانهای اداری (کشور، ایالت / استان، بخش / منطقه)، کدهای پستی، CBSA / MSA ایالات متحده، کدهای منطقه، فرودگاه‌ها و مناطق آماری اتحادیه اروپا (کدهای NUTS) به صورت خودکار نقشه‌برداری می‌شود. شما می‌توانید جغرافیاها را برای ایجاد قلمروهای سفارشی گروه‌بندی کنید یا از جغرافیایی سفارشی برای گسترش نقش‌های جغرافیایی موجود در محصول استفاده کنید.

## تاریخچه
تابلو در سال ۲۰۰۳ توسط پت هانراحان، کریستین چابوت و کریس استولت تأسیس شد
در اوت سال ۲۰۱۶، تابلو از انتصاب آدام سلیپسکی به عنوان رئیس و مدیرعامل خبر داد و در ۱۶ سپتامبر ۲۰۱۶ کریستین چابوت جایگزین بنیانگذار به عنوان مدیرعامل شد.
در تاریخ ۱۰ ژوئن سال ۲۰۱۹، سهام تابلو در یک معامله به ارزش بیش از ۱۵ میلیارد دلار توسط Salesforce خریداری شد.

## ویکی پیوندها و تغییرات سیاست

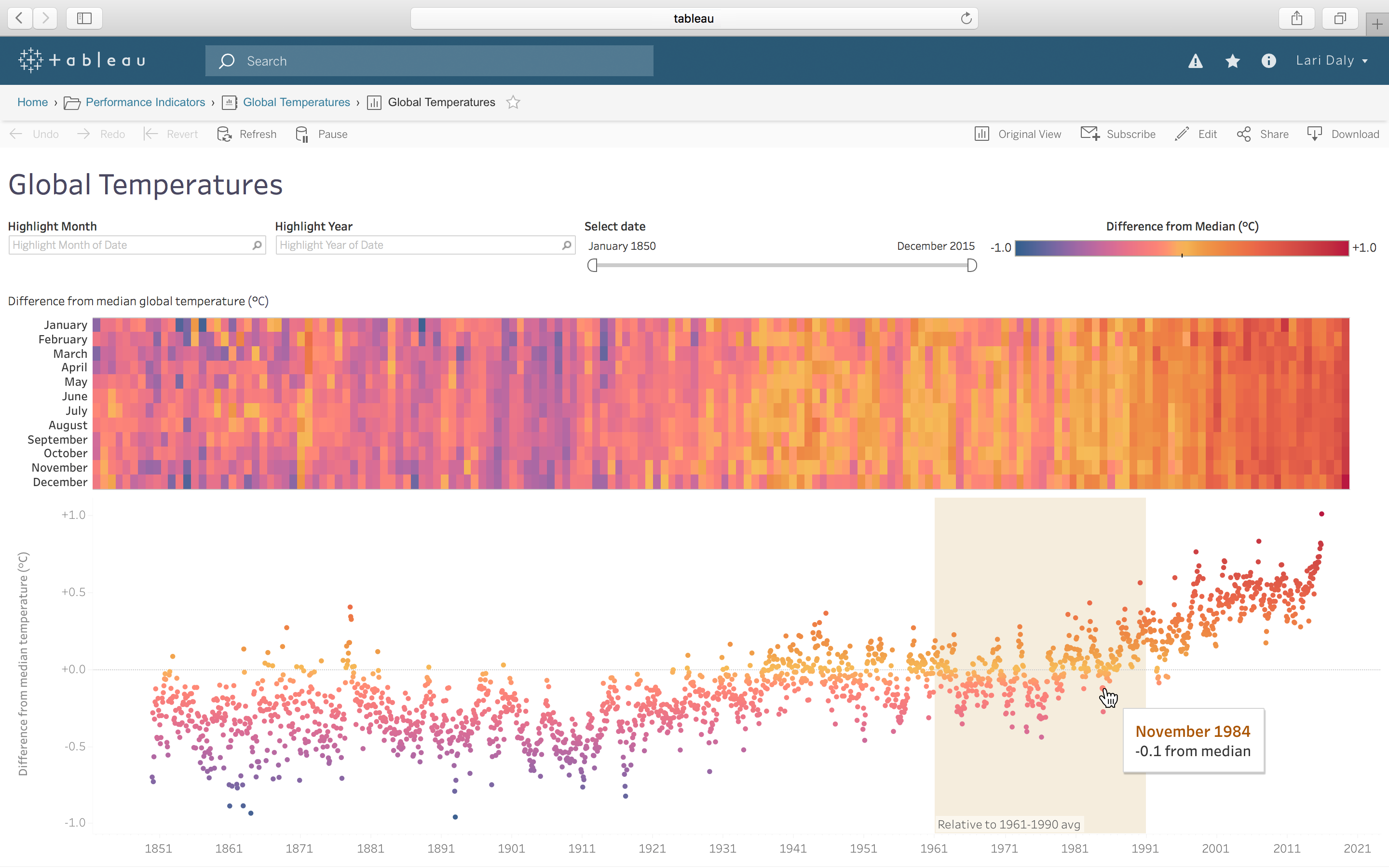
تجسم ایجاد شده توسط نرم‌افزار تابلو

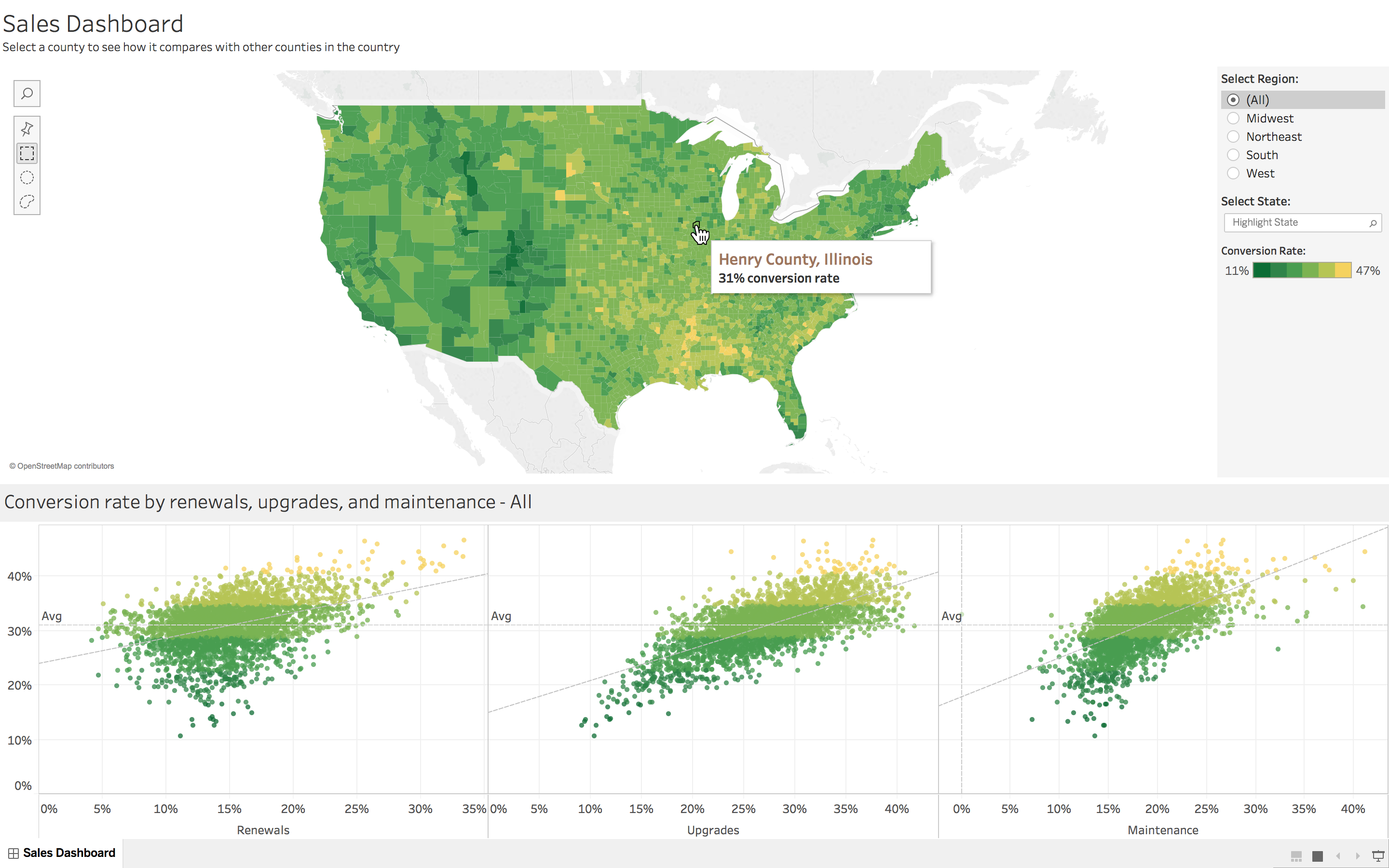
تجسم ایجاد شده توسط نرم‌افزار تابلو

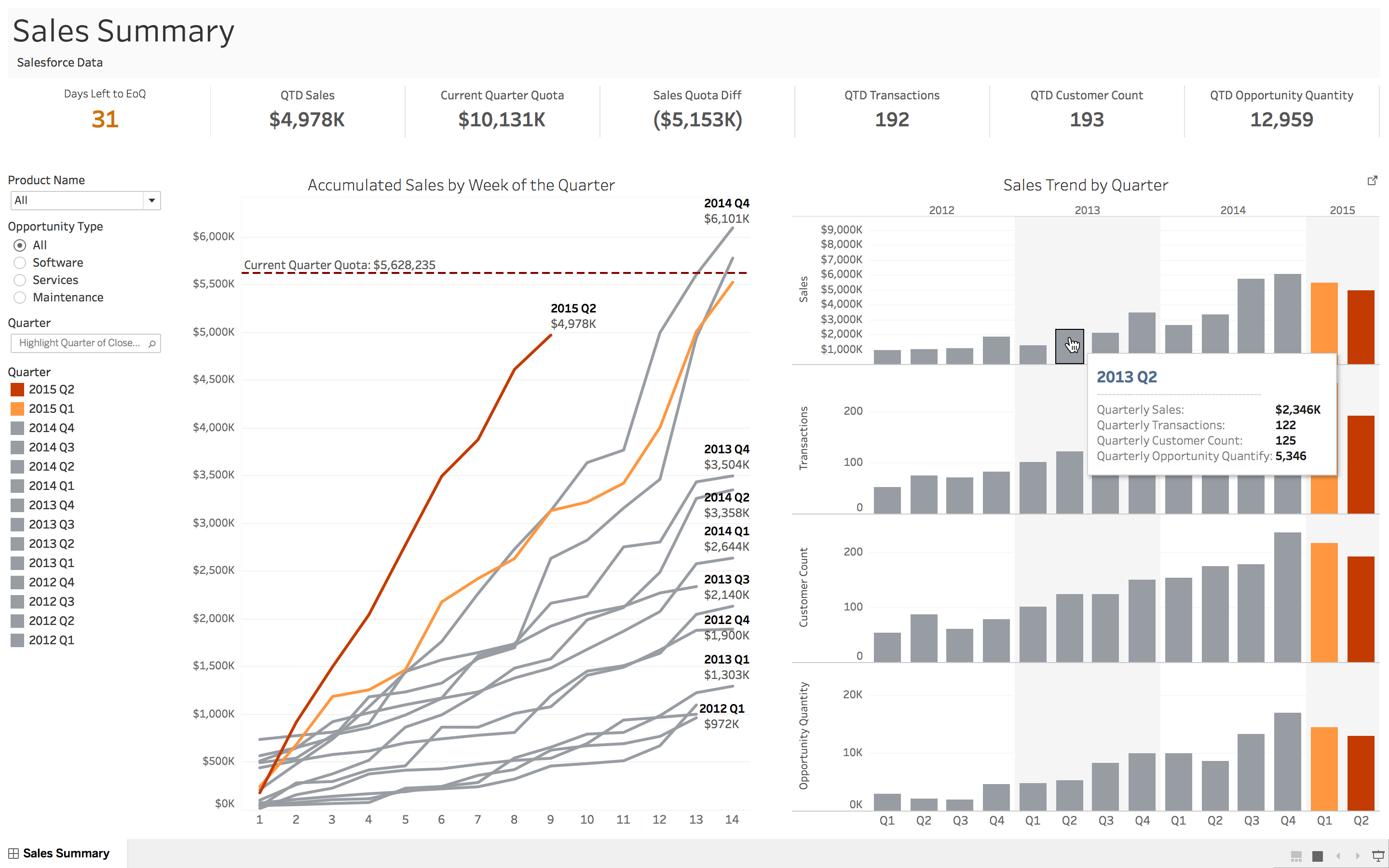
تجسم ایجاد شده توسط نرم‌افزار تابلو

## جوایز
در سال ۲۰۰۸، تابلو به عنوان «بهترین راه حل هوش تجاری» توسط انجمن نرم‌افزار و صنعت اطلاعات به عنوان برنده جایزه کدی(Codie award) شناخته شد. این شرکت بین سالهای ۲۰۱۲ و ۲۰۱۹ به مدت هفت سال پیاپی، در مطالعات بازار Quartrant Magic Gartner به عنوان یک شرکت پیشرو شناخته شد.